# Kucharskinie
Kucharskinie, Kucharskińce (lit. Kukarskė) – wieś na Litwie, w okręgu mariampolskim, w rejonie szakowskim, położona nad Niemnem.